# Sarawak
Sarawak je členským státem Malajsie, která je volenou federativní konstituční monarchii tvořenou 13 státy a třemi samosprávnými teritorií. Nachází se od pevninské části (Malajského poloostrova) asi 600 km východně. Leží na severozápadě ostrova Borneo, třetím největším ostrově světa, kde zabírá asi 17 % jeho rozlohy. Je největším státem Malajsie (okolo 38 % území) a společně se Sabahem vytvářejí tzv. Východní Malajsii. Součásti Malajsie je od roku 1963.

## Historie
Území dnešního Sarawaku bylo od středověku pod kontrolou brunejského sultána. V roce 1838 přistál v městě Kuchingu britský obchodník, bývalý voják, James Brooke. V této době probíhalo povstání místních Dajáků proti sultánu Bruneje. Brooke s vojenskými zkušenostmi nabídl sultánovi svou pomoc a povstání potlačil. Sultán ho na oplátku jmenoval v roce 1841 rádžou Sarawaku a ten ho následně spravoval jeho jménem. Brooke tak založil dynastii, známou jako bílí rádžové, která vládla regionu dalších zhruba 100 let.
James Brooke přeorganizoval správu území a vytvořil počátek právního řádu, započal s hospodářským rozvojem. Účastnil se i námořních operací proti rozšířenému pirátství. Vrátil se do Británie a byl královnou Viktorií roku 1848 jmenován britským generálním konzulem na Borneu. V roce 1867 založil prvé Zákonodárné shromáždění které mělo 22 členů (nyní je to Státní zákonodárné shromáždění (Dewan Undangan Negeri (DUN)) se 71 členy. Po jeho smrti roku 1868 ho ve vládnutí nahradil synovec Charles Brooke, který mj. zakázal v Sarawaku otroctví.
Roku 1888 se Sarawak stal britským protektorátem. Od roku 1917 úspěšně ve funkci vládce Sarawaku pokračoval syn Charles Vyner Brooke. Snažil se povznést hospodářství, založil pěstování kaučukovníků, začal těžit ropu a také zavedl na počest 100 let vládnutí Brooků v roce 1941 ústavu. Po napadení Sarawaku Japonskem za 2. světové války odejel do Austrálie, odkud se vrátil až v roku 1946. Téhož roku předal Sarawak do područí britské vlády a ten se stal britskou královskou kolonií.
V srpnu roku 1963 byla Sarawaku udělena samosprávnost a ihned v září byl začleněn společně se Sabahem a Singapurem do Malajské federace. Byla to odpověď na snahu o přičlenění celého Kalimantanu k Indonésii. Nikdy v novodobých dějinách nebyl Sarawak samostatným státem.

## Symboly

### Vlajka
Vlajka Sarawaku je tvořena žlutým listem o poměru stran 1:2 se dvěma kosmými pruhy: horním (nad diagonálou) černým a spodním červeným. Kosmá šířka pruhů je 2 × 1/8 šířky listu a protínají tak žerďový a vlající okraj v jedné třetině. Uprostřed vlajky je devíticípá žlutá hvězda směřující jedním cípem k hornímu rohu vlajky.

### Hymna
Hymna Sarawaku je píseň Ibu Pertiwiku' (česky Má vlast). Text písně napsal 	Dato' Haji Wan Othman Ismail Hassan, hudbu složil Dato' Haji Wan Othman.

## Geografie
Sarawak se rozkládá téměř přímo na rovníku, mezi 0° 50' a 5° severní zeměpisné šířky a 109° 36' a 115° 40' východní zeměpisné délky. Je protáhlý, okolo 800 km na délku, podél severozápadního pobřeží Kalimantanu, kde jej omývá Jihočínské moře. Z jihu je obklopen třemi indonéskými provinciemi: Jižním Kalimantanem (indonésky Kalimantan Selatan), Západním Kalimantanem (Kalimantan Barat) a Východním Kalimantanem (Kalimantan Timur). Na severovýchodě hraničí se Sabahem a Sultanátem Brunej. Největším ostrovem je Beruit (Pulau Beriut) v deltě řeky Batang Rajang o rozloze 417 km² a průměrné nadmořské výšce pouhé 3 m. Batang Rajang je svou délkou 563 km nejdelší řekou Malajsie, je splavná pro oceánská plavidla do vzdálenosti 130 km od pobřeží.
Okolo pobřeží je krajina nížinatá, mnohdy až močálovitá. Směrem do vnitrozemí terén pomalu stoupá a nastupuje tropický deštný prales. Ten se táhne až do centrálního pohoří na hranici s Indonésii, kde na vysočině Kelabit Highland se nachází pískovcová hora Mount Murud s výškou 2422 m n. m., nejvyšší hora Sarawaku. Další hory nad 2000 m jsou Mount Mulu s 2376 a Mount Tama Abu s 2112 m.

## Podnebí
Sarawak má klasické tropické klima, teplota je tam celoročně rovnoměrná, brzy z rána do +23 °C a v průběhu dne do +32 °C. V horských oblastech se denní teplota pohybuje od +15 do +25 °C a v noční klesá na +11 °C. Od listopadu do února přináší severovýchodní monzun prudké deště, zatím co při jihozápadním monzunu od června do října jsou srážky obvykle mírné. Průměrný roční úhrn srážek je podle lokality od 3330 do 4600 mm (v Praze asi 550 mm). Vlhkost vzduchu se celoročně pohybuje od 80 do 90 %.

## Státní zřízení

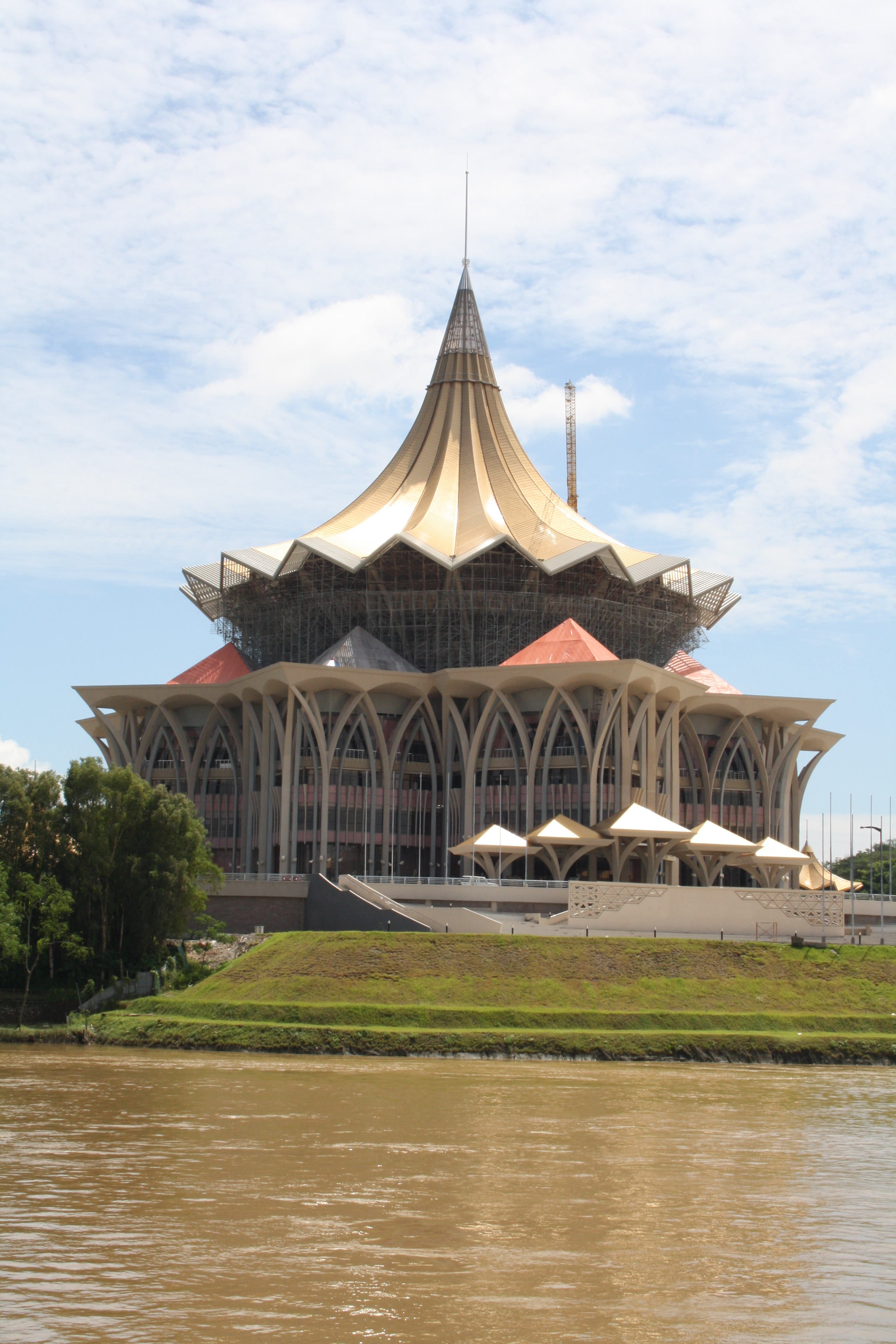
Parlamen v Kuchingu

Nejvyšším vládcem Malajsie je volený král (malajsky: Yang di-Pertuan Agong), od roku 2011 je to Abdul Halim. Volí se z dědičných sultánů států sdružených do federace. Protože některé státy nemají dědičné vládce, např. Sarawak a Sabah, nemůže být z těchto států nikdy zvolen král Malajsie. Nutno poznamenat. že král má pravomoci podobné jako britský král. O všem podstatném v Malajsii rozhoduje předseda vlády (malajsky: Perdana Menteri), kterým je od roku 2009 Najib Abdul Razak.
V čele Sarawaku stojí guvernér (malajsky: Yang di-Pertua Negeri), kterého jmenuje král Malajsie. Guvernér (od roku 2001 Abang Muhammad Salahuddin) má převážně jen reprezentativní poslání. Faktickou moc má volený předseda vlády (malajsky: Jabatan Ketua Menteri), předseda nejsilnější politické strany (od roku 1981 Abdul Taib Mahmud).
Jednokomorové Zákonodárné shromáždění (Dewan Undangan Negeri Sarawak) má 71 členů volených co pět let v jednomandátových obvodech. Předsedu (speaker) shromáždění jmenuje guvernér Sarawaku na návrh předsedy vlády, od roku 2000 je jim Mohammad Asfia Bin Awang Nassar.
Území Sarawaku je administrativně rozděleno do 11 správních oblastí (division), které jsou dále rozčleněny na 29 okresů (district) případně pod-okresů (subdistrict):
- Oblast Betong 4181 km², 116 tis. obyvatel – jedna z nejmladších správních oblastí u Jihočínského moře na jihu země, vytvořená byla teprve roku 2002, je ze všech oblastí nejmenší, dělí se do dvou okresů Betong a Saratok.
- Oblast Bintulu 12 166 km², 180 tis. obyvatel – na středovýchodě u pobřeží Jihočínského moře, je tvořena dvěma okresy Bintulu a Tatau, oblast je významná těžbou zemního plynu.
- Oblast Kapit 38 934 km², 100 tis. obyvatel – největší oblast ležící na jihu u indonéských hranic bez přístupu k moři, dělí se na tři okresy Kapit, Belaga a Song, ekonomika je převážně založená na lesnictví a zemědělství.
- Oblast Kuching 4560 km², 606 tis. obyvatel – oblast s hlavním městem, skládá se ze tří okresů Kuching, Bau a Lundu, je zaměřena především na obchod, služby, lehký průmysl a turistický ruch.
- Oblast Limbang 7790 km², 81 tis. obyvatel – nejzápadnější oblast hraničící se Sabahem a Sultanátem Brunej, tvoří ji dva okresy Limbang a Lawas.
- Oblast Miri 26 777 km², 316 tis. obyvatel – druhá největší oblast, rozkládá se mezi Indonésii a Jihočínským mořem, je rozdělená do dvou okresů Miri a Marudi, je významná těžbou plynu a ropy a následným chemickým průmyslem, má rozvinutý dřevozpracovatelský průmysl.
- Oblast Mukah 6998 km², 110 tis. obyvatel – nachází se na severozápadě podél pobřeží Jihočínského moře, je složená ze čtyř okresů Mukah, Dalat, Daro a Mato, hospodářství zaměřené převážně na rybolov, rozšířený turismus.
- Oblast Samarahan 4967 km², 250 tis. obyvatel – jedna z malých oblastí, která vznikla teprve roku 1986, nacházející se na jihu země mezi Indonésii a Jihočínským mořem, je vytvořena ze čtyř okresů Samarahan, Asajaya, Serian a Simunjan, oblast je proslulá svými několikerými vzdělávacími centry.
- Oblast Sarikei 4332 km², 116 tis. obyvatel – druhá nejmenší oblast na jihozápadě země krátce hraničící s Jihočínským mořem, tvoří ji čtyři okresy Sarikei, Feed, Julau a Meradong, oblast s rozvinutým zemědělstvím, ovocnářstvím i dřevařským průmyslem.
- Oblast Sibu 8278 km², 294 tis. obyvatel – třetí největší oblast ležící ve středu země, má tři okresy Sibu, Kanowit, a Selangau, ekonomika je založena na zpracování dřeva z tropického pralesa a rostoucí ekoturistice.
- Oblast Sri Aman 5466 km², 93 294 tis. obyvatel – oblast na západě země podél hranic s Indonésií, dělí se do dvou okresů Sri Aman a Lubok Antu, má vyspělé zemědělství a rozvíjí cestovní ruch.

## Obyvatelstvo
V Sarawaku žije okolo 2, 471 milionů obyvatel, což je téměř 9 % celé Malajsie. Jsou etnicky rozmanití, od Ibanů (odvozených z původních Dajaků), kterých je v zemi okolo 700 tisíc (asi 29 %), Číňanů 580 tisíc, Malajců 570 tisíc a další místní etnika Bidayuhs 200 tisíc, Melanaus 123 tisíce a následují Indové, Filipínci, Indonésané i Britové. Za posledních pět let rostl počet obyvatel ročně o 1,5 %. Počet živých jazyků používaných v Sarawaku je 44.
V současnosti bydlí 52 % obyvatel na venkově, stěhování do měst však sílí a brzy bude tento poměr opačný. Ve vzdělání je patrný rozdíl mezi vyspělými okresy (převážně u pobřeží) a okresy ve vnitrozemí u hranic s Indonésií, kde ještě žijí lidé prostým životem původních obyvatel. Školství je podporované vládou, do 1266 základních škol chodí 265 tisíc žáků a do 178 středních 211 tisíc. Státních nemocnic je 21 a ty mají 3270 lůžek, lékařů ordinuje asi 1500.
Největším a zároveň hlavním městem je Kuching, v podstatě aglomerace několika měst a městeček, který má dle sčítání 618 tisíc obyvatel. Následují města Miri s 300 tisící, Sibu s 240 tisíci a Bintulu se 190 tisíci. Asi 43 % obyvatel jsou křesťané, 32 % se hlásí k islámu, ve 14 % jsou buddhisté, v 6 % patří k tradičním čínským náboženstvím (taoismus, konfucianismus) a ve 2 % k hinduismu.
(Data se vztahují k roku 2010)

## Ekonomika
Průmysl v Sarawaku se teprve rozvíjí, slibné vyhlídky poskytuje těžba ropy a zemního plynu, který se těží v přímořských oblastech na severovýchodě země. Sarawak je velkým vývozcem kvalitního tropického dřeva jak surového, tak i výrobků z něj. Má velký zemědělský potenciál, pěstuje se tam hodně rýže (základní potraviny v Malajsii), vyváží se hlavně palmový olej, kakaové boby a přírodní kaučuk a celá řada tropického ovoce.

## Flora a fauna
Krajina je velice pestrá, od mangrovů a pobřežních i sladkovodních bažin nacházejících se okolo mořského pobřeží a vodních toků do nadmořské výšky cca 100 m. Dále jsou to nízkokmenné nížinné tropické porosty střídající se vzrostlými tropickými deštnými pralesy rostoucími do nadmořské výšky okolo 3000 m a výše pak následují horské lesy vždy dostatečně zásobované vláhou. Předpokládá se, že na celém Kalimantanu roste asi 15 000 druhů rostlin a z toho podstatná část se nachází i v Sarawaku. Mnoho rostlin je vzácně endemických, které pro svůj růst nenacházejí jinde na zeměkouli vhodné podmínky.
Počet vzácných zvířat žijících v místy ještě panenské krajině daleko od lidí je také nemalý. Zde je uveden alespoň výčet větších cenných savců, z nichž jsou mnozí již na pokraji vyhynutí ve volné přírodě: orangutan bornejský, gibon Müllerův, kahau nosatý, hulman stříbrný, makak vepří, makak jávský, outloň váhavý, nártoun západosundský, slon indický bornejský, nosorožec sumaterský, medvěd malajský, levhart obláčkový, letucha malajská, kančil jávský, luskoun ostrovní, cibetka tangalunga, poletucha, dugong atd.
V Sarawaku je 18 národních parků a 9 přírodních rezervací s vzácnou florou a faunou, které se rozkládají na ploše přes 500 tisíc hektarů pevné půdy i vodní plochy.
Ukázky několika víceméně příbuzných ze Sarawaku:

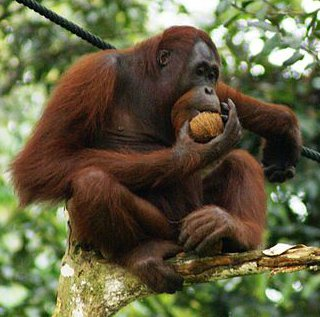
Orangutan bornejský
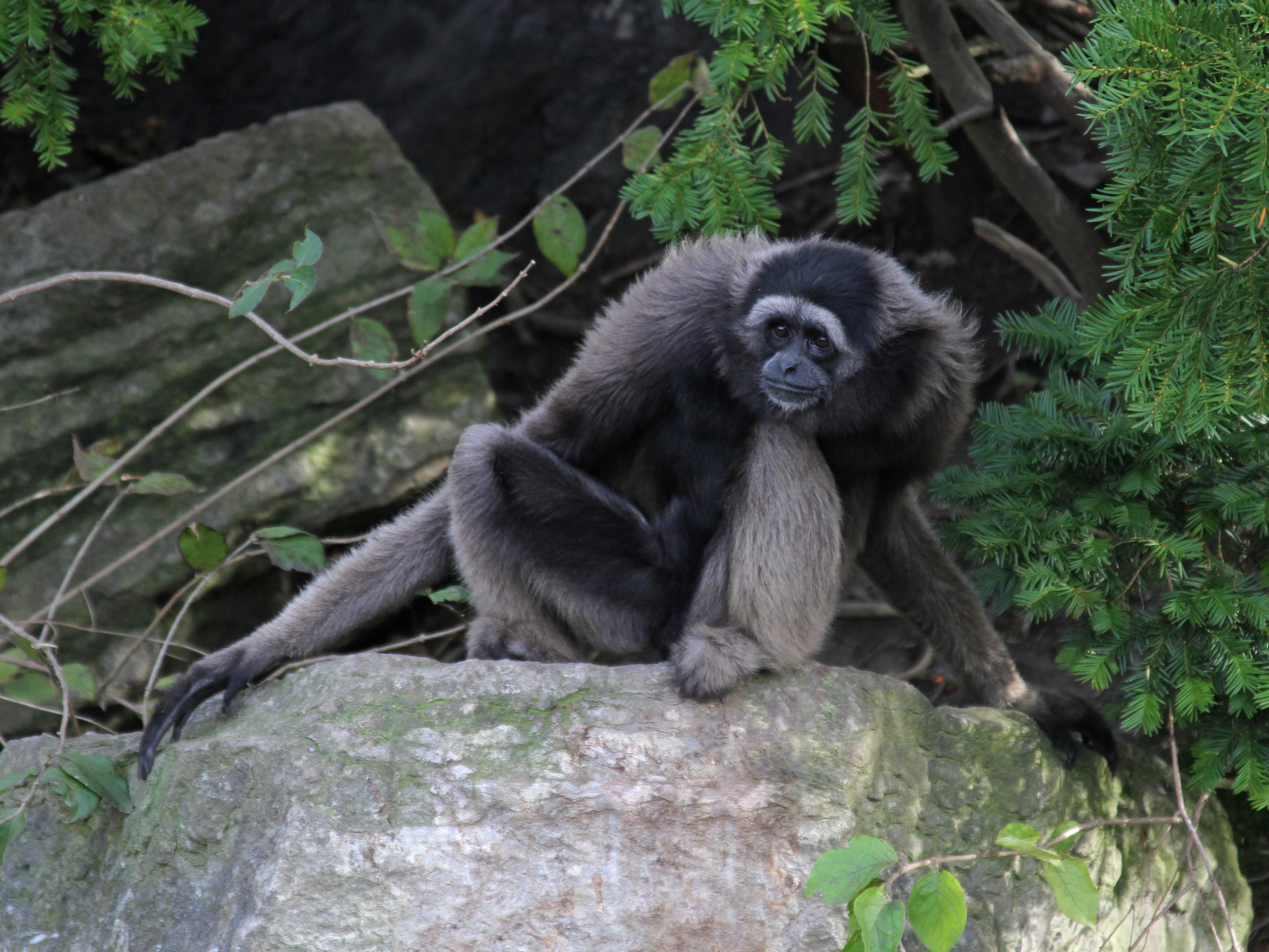
Gibon Müllerův
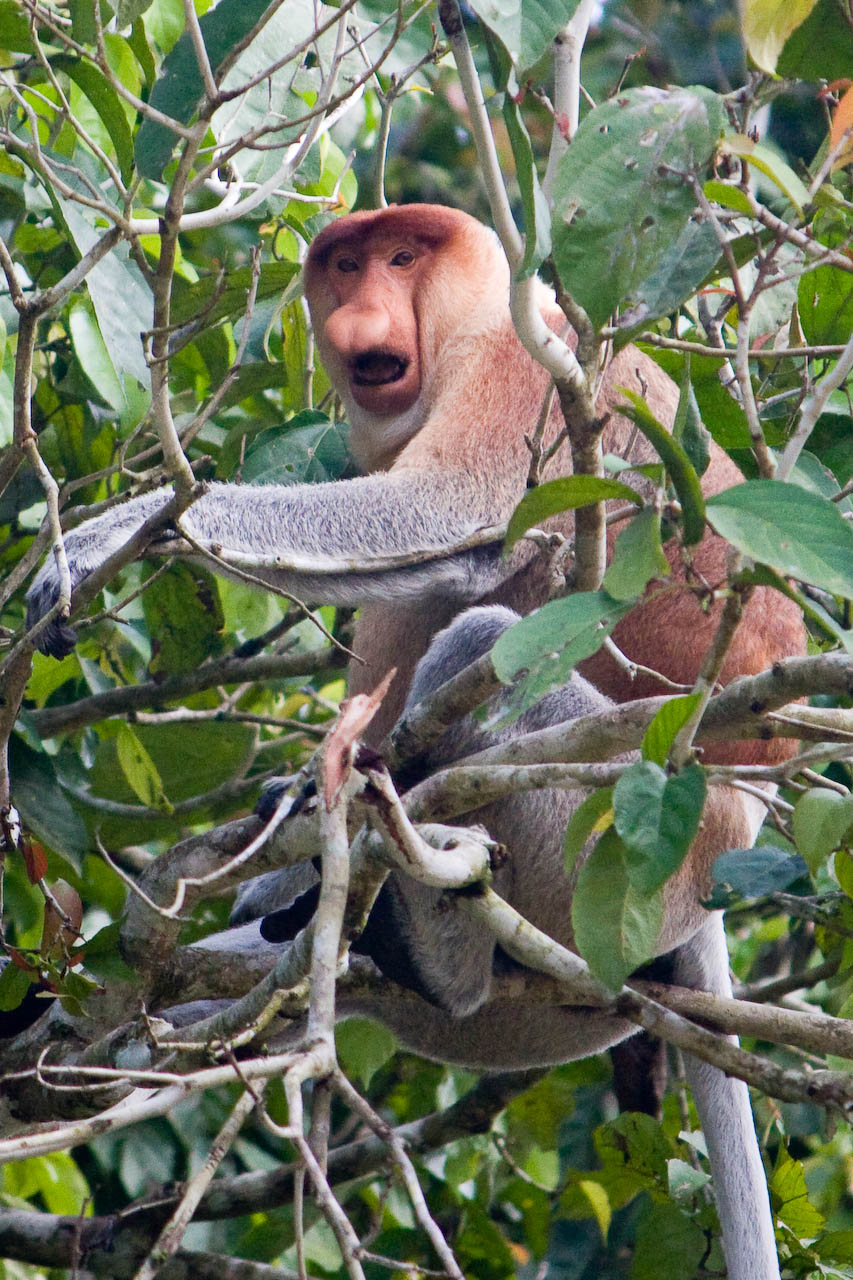
Kahau nosatý
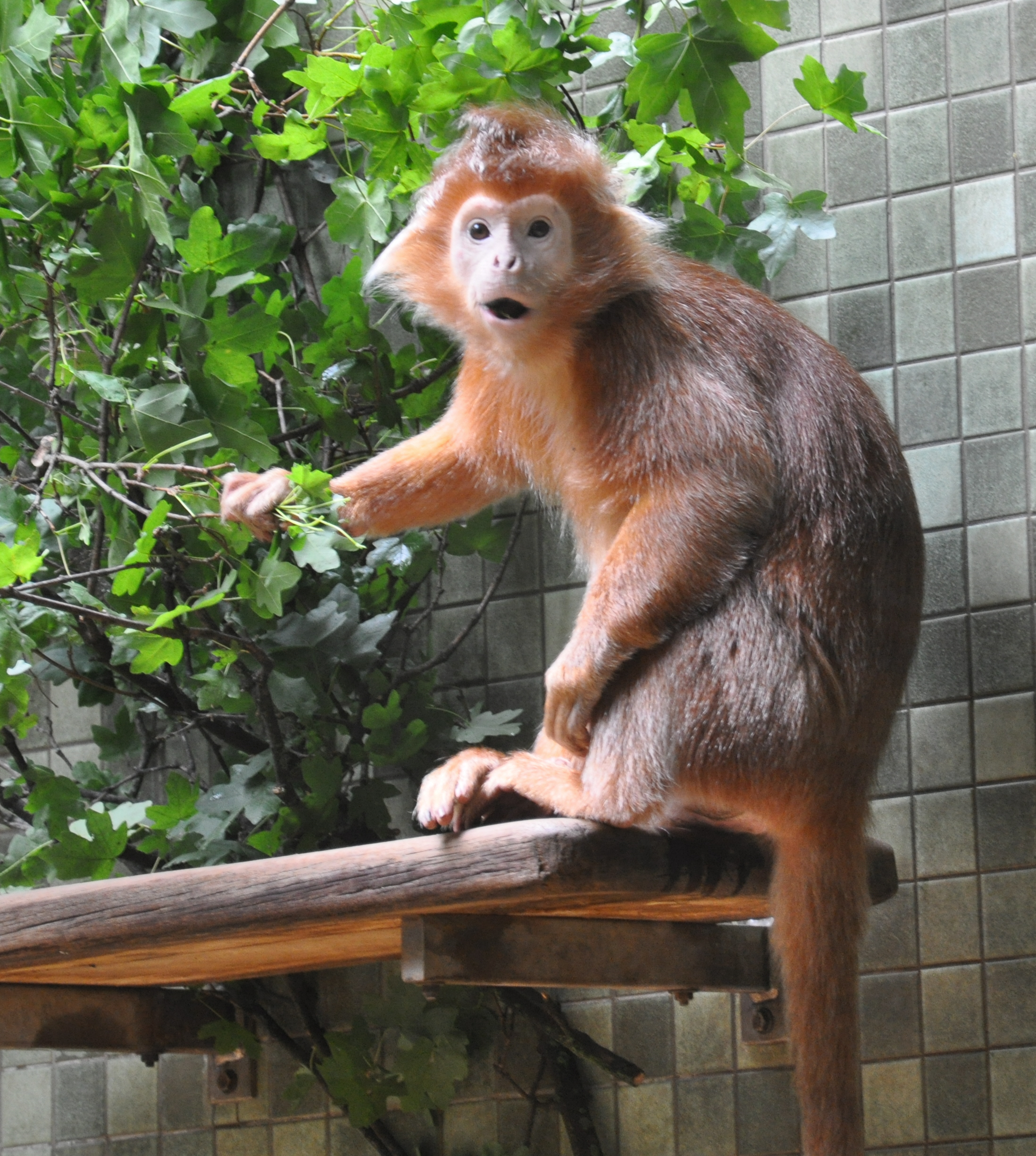
Hulman stříbrný